# Liste entwidmeter Kirchen in der Evangelisch-Lutherischen Kirche in Bayern
Die Liste entwidmeter Kirchen in der Evangelisch-Lutherischen Kirche in Bayern führt Kirchengebäude der Evangelisch-Lutherischen Kirche in Bayern auf, die entwidmet oder umgewidmet wurden. Sie wurden oder werden verkauft, umgebaut oder abgerissen.

## Liste
- Coburg, St. Lukas: 2021 entwidmet.[1]
- Geisenfeld, evangelische Kirche: 2015 entwidmet.[2]
- Geretsried, Versöhnungskirche: 2023 entwidmet.[3]
- Hausham, Argula-Kirche: 2019 entwidmet.[4]
- Kelheim, Lukaskirche: 2016 entwidmet.[5]
- Kirchenthumbach, Kirche: 2022 entwidmet.[6]
- München, Petruskirche im Ökumenischen Kirchenzentrum Parkstadt Solln: 2024 entwidmet.[7]
- Regensburg, Kreuzkirche: 2022 entwidmet.[8]
- Rotthalmünster, Gemeindezentrum: 2021 entwidmet.[9]
- Wegscheid, Emmaus-Bethaus: 2021 entwidmet.[10]
- Velden (Vils), St. Andreas: 2025 entwidmet.[11]